# 別府村 (岐阜県)
別府村（べっぷむら）は、かつて岐阜県本巣郡に存在した村である。
現在の瑞穂市別府などに該当する。

## 歴史
- 1889年（明治22年）7月1日 - 町村制により、別府村発足。
- 1897年（明治30年）4月1日 - 穂積村、稲里村と合併し、穂積村が発足。同日別府村廃止。